# Canon PowerShot SX120 IS
Canon PowerShot SX120 IS — компактная цифровая камера семейства Canon PowerShot, созданная на основе Canon PowerShot SX100 IS. Оснащена 10-кратным зум-объективом со стабилизатором изображения, 10-мегапиксельным датчиком и процессором DIGIC IV. Анонсирована 19 августа 2009. К конкурентам модели можно отнести такие камеры как Samsung WB500, Sony Cyber-shot DSC-H20, Panasonic Lumix TZ7.

## Достоинства
- Качество материалов и сборки.
- Функциональность.
- Компактность.
- Цена/качество.
- Питание от батарей АА.
- Возможность использовать CHDK (для бесплатного расширения функциональности.)

## Недостатки
- Лёгкое виньетирование и спад резкости по краям кадра при максимальном зуме;
- Не хватает крепления ремешка с двух сторон фотоаппарата;

## Фотоснимки

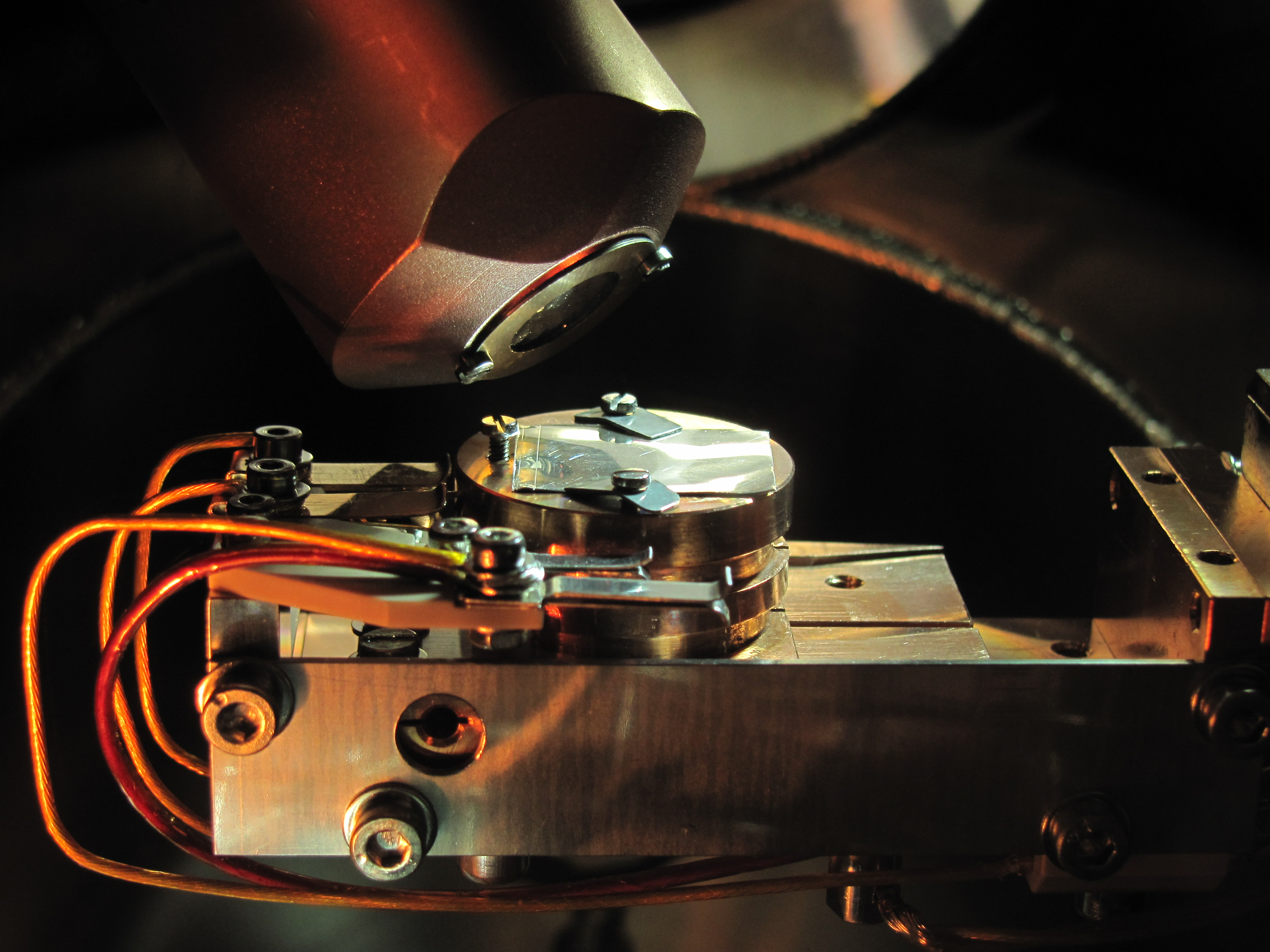
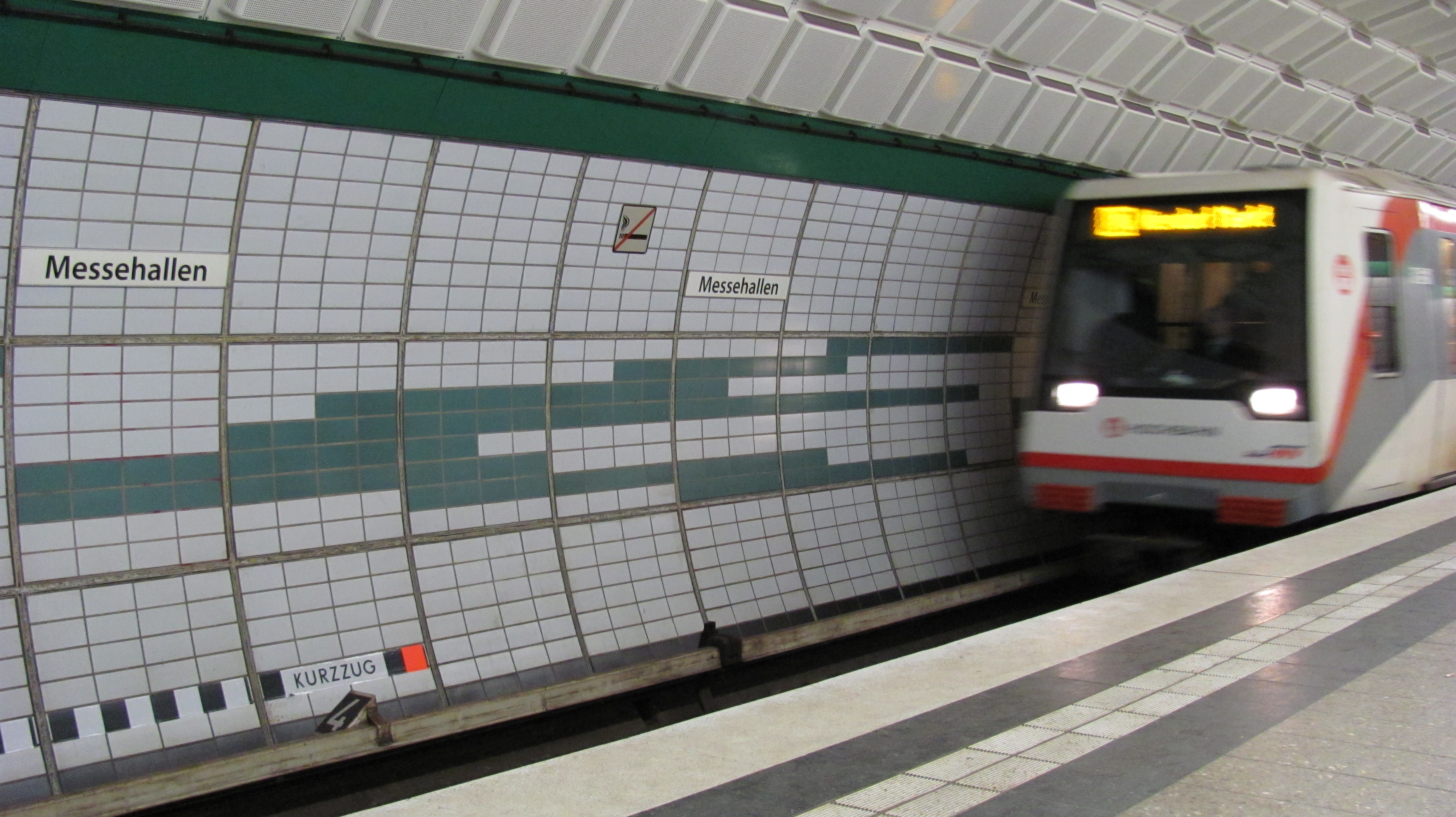
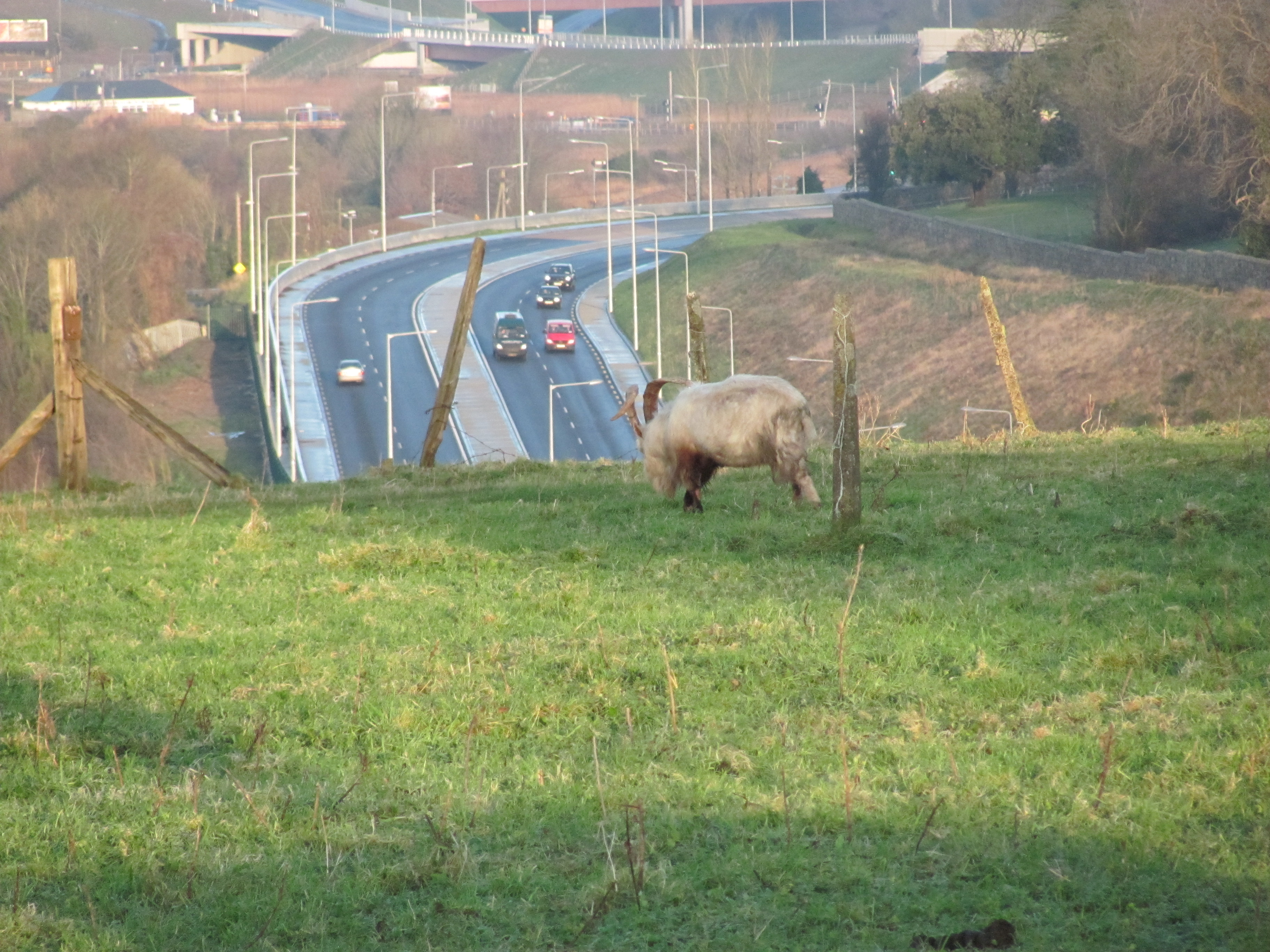
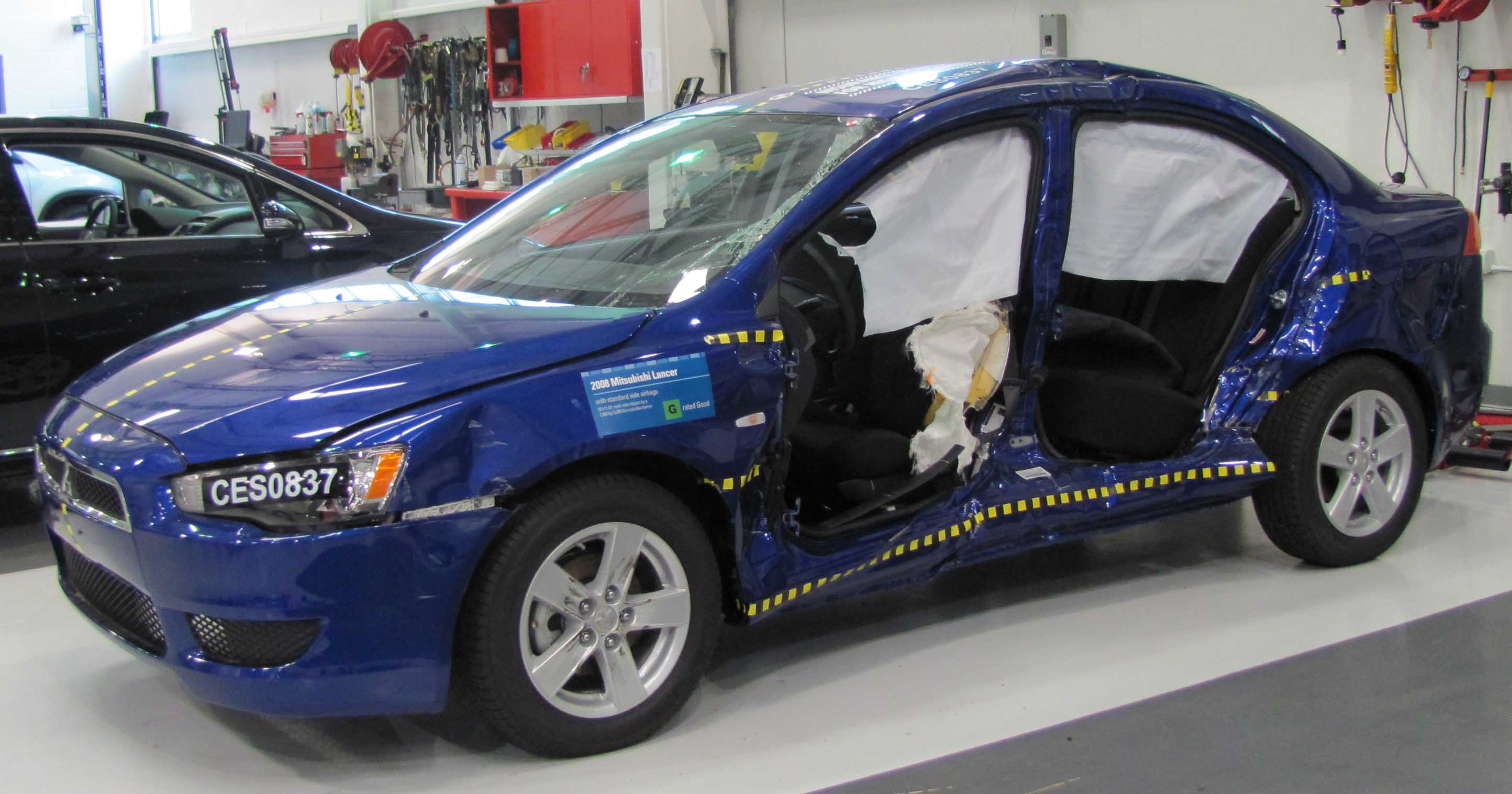